# Leichtathletik-Europameisterschaften 1986/400 m Hürden der Frauen

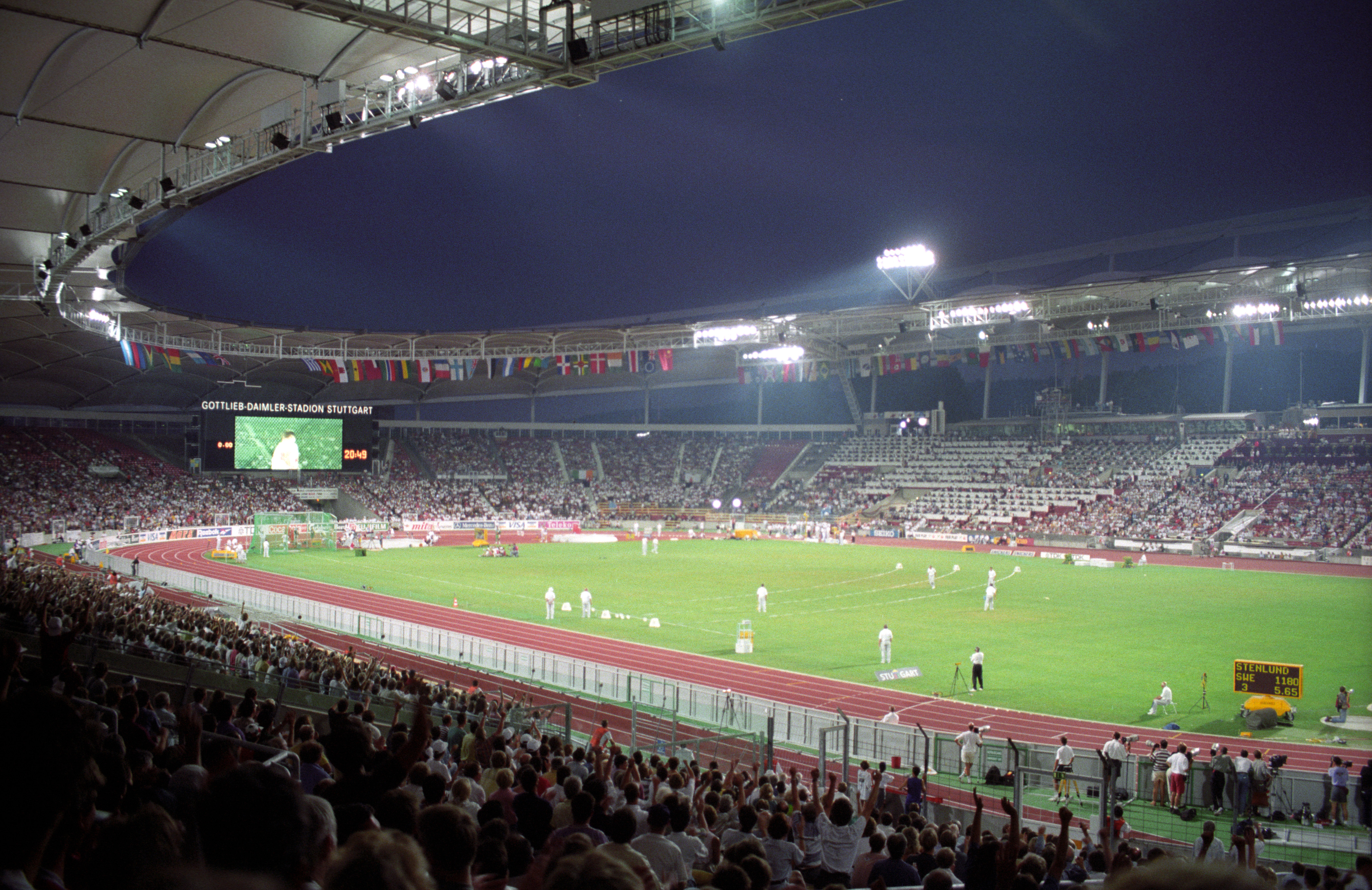
Das Stuttgarter Neckarstadion (heute MHPArena) bei den Leichtathletik-Weltmeisterschaften 1993

Der 400-Meter-Hürdenlauf der Frauen bei den Leichtathletik-Europameisterschaften 1986 wurde vom 28. bis 30. August 1986 im Stuttgarter Neckarstadion ausgetragen.
In diesem Wettbewerb gab es mit Silber und Bronze zwei Medaillen für die Läuferinnen aus der DDR. Europameisterin wurde die Marina Stepanowa aus der Sowjetunion, die im Finale einen neuen Weltrekord aufstellte. Den zweiten Rang belegte die bisherige Weltrekordhalterin Sabine Busch. Bronze ging an Cornelia Feuerbach.

## Rekorde

### Bestehende Rekorde
| Weltrekord           | 53,55 s | Sabine Busch        | Ost-Berlin (heute Berlin), DDR (heute Deutschland) | 12. September 1985 |
| Europarekord         | 53,55 s | Sabine Busch        | Ost-Berlin (heute Berlin), DDR (heute Deutschland) | 12. September 1985 |
| Meisterschaftsrekord | 54,58 s | Ann-Louise Skoglund | EM Athen, Griechenland                             | 2. September 1982  |

### Rekordverbesserungen
Der bestehende EM-Rekord wurde zweimal verbessert. Darüber hinaus gab es einen neuen Weltrekord und einen neuen Landesrekord.
- Meisterschaftsrekorde:
  - 53,83 s – Marina Stepanowa (Sowjetunion), zweites Halbfinale am 29. August
  - 53,32 s – Marina Stepanowa (Sowjetunion), Finale am 30. August
- Weltrekord:
  - 53,32 s – Marina Stepanowa (Sowjetunion), Finale am 30. August
- Landesrekord:
  - 54,15 s – Ann-Louise Skoglund (Schweden), Finale am 30. August

## Legende
Kurze Übersicht zur Bedeutung der Symbolik – so üblicherweise auch in sonstigen Veröffentlichungen verwendet:
| WR  | Weltrekord                               |
| CR  | Championshiprekord                       |
| NR  | Nationaler Rekord                        |
| DNF | Wettkampf nicht beendet (did not finish) |

## Vorrunde
28. August 1986, 18:20 Uhr
Die Vorrunde wurde in drei Läufen durchgeführt. Die ersten vier Athletinnen pro Lauf – hellblau unterlegt – sowie die darüber hinaus vier zeitschnellsten Läuferinnen – hellgrün unterlegt – qualifizierten sich für das Halbfinale.

### Vorlauf 1
| Platz | Name                       | Nation   | Zeit (s) |
| ----- | -------------------------- | -------- | -------- |
| 1     | Christieana Cojocaru-Matei | Rumänien | 56,46    |
| 2     | Cornelia Feuerbach         | DDR      | 56,50    |
| 3     | Genowefa Błaszak           | Polen    | 56,52    |
| 4     | Tuija Helander             | Finnland | 56,87    |
| 5     | Christina Wennberg         | Schweden | 57,27    |
| 6     | Anne Gundersen             | Norwegen | 58,01    |
| 7     | Montserrat Pujol           | Spanien  | 58,14    |
| 8     | Giuseppina Cirulli         | Italien  | 58,37    |

### Vorlauf 2
| Platz | Name               | Nation         | Zeit (s) |
| ----- | ------------------ | -------------- | -------- |
| 1     | Sabine Busch       | DDR            | 55,42    |
| 2     | Margarita Chromowa | Sowjetunion    | 55,69    |
| 3     | Nicoleta Căruţaşu  | Rumänien       | 56,82    |
| 4     | Gerda Haas         | Österreich     | 56,95    |
| 5     | Caroline Pluss     | Schweiz        | 57,23    |
| 6     | Monika Klebe       | Schweden       | 57,83    |
| 7     | Beate Holzapfel    | BR Deutschland | 58,52    |
| 8     | Semra Aksu         | Türkei         | 59,25    |

### Vorlauf 3
| Platz | Name                 | Nation         | Zeit (s) |
| ----- | -------------------- | -------------- | -------- |
| 1     | Marina Stepanowa     | Sowjetunion    | 54,68    |
| 2     | Ellen Fiedler        | DDR            | 55,09    |
| 3     | Ann-Louise Skoglund  | Schweden       | 56,56    |
| 4     | Gudrun Abt           | BR Deutschland | 57,02    |
| 5     | Irmgard Trojer       | Italien        | 57,81    |
| 6     | Yvette Wray          | Großbritannien | 57,89    |
| 7     | Cristina Pérez       | Spanien        | 58,19    |
| 8     | Helga Halldórsdóttir | Island         | 58,24    |

## Halbfinale
29. August 1986, 19:10 Uhr
In den beiden Halbfinalläufen qualifizierten sich die jeweils ersten vier Athletinnen – hellblau unterlegt – für das Finale.

### Lauf 1

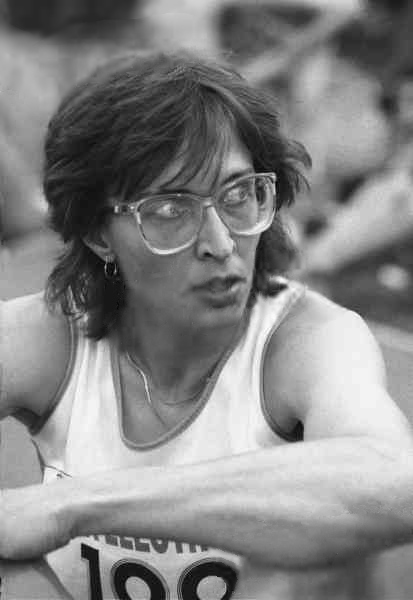
Um einen Platz verpasste Nicoleta Căruţaşu als Fünfte ihres Semifinales den Finaleinzug

| Platz | Name               | Nation      | Zeit (s) |
| ----- | ------------------ | ----------- | -------- |
| 1     | Cornelia Feuerbach | DDR         | 54,72    |
| 2     | Ellen Fiedler      | DDR         | 54,76    |
| 3     | Genowefa Błaszak   | Polen       | 54,83    |
| 4     | Margarita Chromowa | Sowjetunion | 55,37    |
| 5     | Nicoleta Căruţaşu  | Rumänien    | 55,95    |
| 6     | Christina Wennberg | Schweden    | 56,69    |
| 7     | Irmgard Trojer     | Italien     | 58,20    |
| DNF   | Gerda Haas         | Österreich  |          |

### Lauf 2
| Platz | Name                       | Nation         | Zeit (s) |
| ----- | -------------------------- | -------------- | -------- |
| 1     | Marina Stepanowa           | Sowjetunion    | 53,83 CR |
| 2     | Sabine Busch               | DDR            | 53,97    |
| 3     | Ann-Louise Skoglund        | Schweden       | 54,93    |
| 4     | Christieana Cojocaru-Matei | Rumänien       | 55,67    |
| 5     | Tuija Helander             | Finnland       | 56,21    |
| 6     | Gudrun Abt                 | BR Deutschland | 56,66    |
| 7     | Caroline Pluss             | Schweiz        | 57,15    |
| 8     | Monika Klebe               | Schweden       | 57,18    |

## Finale

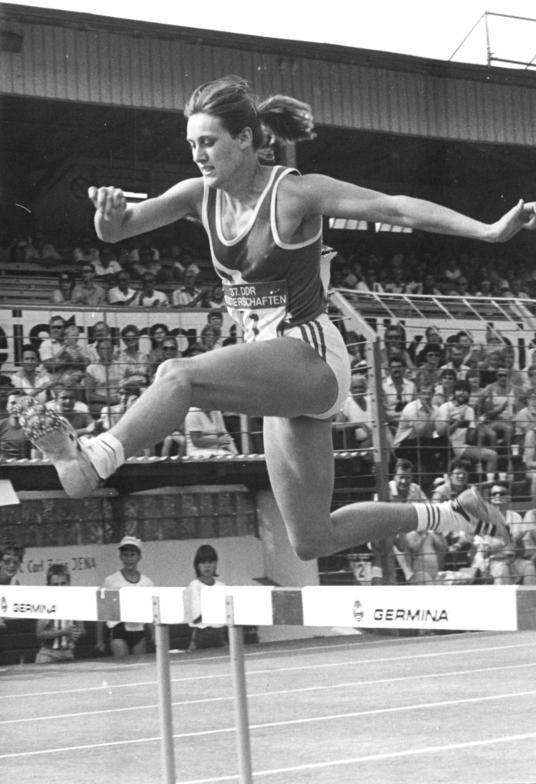
Vizeeuropameisterin Sabine Busch verlor in diesem Rennen ihren Weltrekord – 1987 wurde sie Weltmeisterin, 1988 Olympiadritte
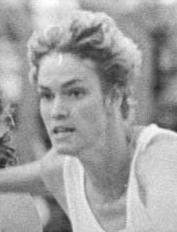
Bronzemedaillengewinnerin Cornelia Ulrich
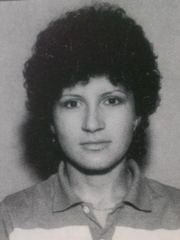
Die Olympiadritte von 1984 Cristieana Cojocaru-Matei kam hier auf den siebten Platz

30. August 1986, 18:00 Uhr
| Platz | Name                       | Nation      | Zeit (s) |
| ----- | -------------------------- | ----------- | -------- |
| 1     | Marina Stepanowa           | Sowjetunion | 53,32 WR |
| 2     | Sabine Busch               | DDR         | 53,60    |
| 3     | Cornelia Feuerbach         | DDR         | 54,13    |
| 4     | Ann-Louise Skoglund        | Schweden    | 54,15 NR |
| 5     | Genowefa Błaszak           | Polen       | 54,74    |
| 6     | Ellen Fiedler              | DDR         | 54,90    |
| 7     | Christieana Cojocaru-Matei | Rumänien    | 55,23    |
| 8     | Margarita Chromowa         | Sowjetunion | 55,56    |

## Videolink
- 249 European Track and Field 1986 400m Hurdles Women, www.youtube.com, abgerufen am 17. Dezember 2022